# Yuki Hashizume
Yuki Hashizume (橋爪 勇樹 Hashizume Yuki?, Nagano, 10 de agosto de 1990) es un exfutbolista japonés que jugaba como centrocampista.

## Trayectoria

### Clubes
| Club           | País  | Año       |
| -------------- | ----- | --------- |
| Ventforet Kofu | Japón | 2013-2020 |